# The Scandal of Chunhwa
The Scandal of Chunhwa (en hangul, 춘화연애담; en hanja, 春畵연예담; romanización revisada, Chunhwayeonaedam; literalmente, «Historia de amor de primavera») es una serie de televisión web surcoreana, un drama histórico y romántico escrito por Seo Eun-jung, dirigido por Lee Kwang-young, y protagonizado por Go Ara, Jang Ryul y Kang Chan-hee. Se estrenó en la plataforma TVING el 6 de febrero de 2025.

## Sinopsis
Ambientada en un ficticio País del Este en época de la dinastía Joseon, la serie es un sageuk romántico que narra la historia de Hwa-ri, una princesa de la familia real, que sale del palacio después de que su primer amor fracasara para poder elegir personalmente a su marido.

## Reparto

### Principal
- Go Ara como Hwa-ri, una audaz princesa de sangre real que proclama la libertad de amar y de elegir marido.[1][2]

- Jang Ryul como Choi Hwan, el primer candidato a esposo de la princesa Hwa-ri; es un donjuán dotado de riqueza y buena apariencia, que también sabe demostrar responsabilidad.[3][4][5]

- Kang Chan-hee como Jang Won, un miembro de élite de la universidad Sungkyunkwan.[6][7][8]

### Secundario
- Son Woo-hyun como el príncipe heredero Lee Seung, y hermano mayor de Hwa-ri. Su vida consiste en un aprendizaje continuo para poder suceder un día a su padre en el trono. Sin embargo, su matrimonio con la princesa In-jeong no le ha dado un heredero. Fue un matrimonio arreglado, y la relación entre ambos carece de sentimientos románticos y es más bien una fuerte camaradería basada en un sufrimiento compartido.[9][10]
  - Choi Yoon-woo como el príncipe heredero de niño.

- Lim Hwa-young como la princesa heredera In-jeong, que se casó a temprana edad con el príncipe Lee Seung, no por amor sino por un pacto político; su relación con el príncipe se deteriora lentamente por la presión de la familia para que tengan un sucesor.[11][12]
- Bae Youn-kyu como Kim Min-hong, el amigo artista de Hwa-ri.
- Do Yeon-jin como la princesa Hwa-jin, la hermanastra y rival de la vida de Hwa-ri. Ambas tienen gustos similares en todo, excepto, afortunadamente, en cuestión de hombres. Hay uno del que ella ha estado secretamente enamorada desde hace años.[13][14][15]
- Han Seung-yeon como Ji-won, la talentosa y bella hermana menor de Jang Won. Su interés amoroso no es otro que el amigo de su hermano y príncipe del reino del Este, Hwaseong. Entre ambos existía el acuerdo tácito de un matrimonio arreglado desde la infancia, pero un día antes de la boda el comportamiento inesperado de él toca el orgullo de Ji-won y provoca un cambio importante en la relación.[6][16][17]
- Kim Taek como el príncipe Hwaseong, segundo hermano mayor de Hwa-ri.
- Park Won-sang como el rey, padre de Hwa-ri.[18]
- Park Sun-young como la reina, madre de Hwa-ri.[18]
- Sung Ryung como Hye-ran, la hija de una familia noble, a quien le encantan los rumores y contar historias.[19]
- Park Sol-mi como la concubina real Kim.[20]
- Choi Kwang-il como Kim Byung-gil, el primer primer ministro del País del Este y padre de la concubina real Kim, un hombre ávido de poder.[21][22]
- Jin So-yeon como la señora Park, propietaria de una tienda de madera, que se encarga además del maquillaje de Hwa-ri. Su tienda es un lugar que visitan muchas mujeres y donde se comparten secretos.[23][24]
- Park Hyun-jung como Cho Wol, que rige la mejor casa de gisaeng de Joseon. Es la asistente más cercana a Choi Hwan, el verdadero dueño de la casa, y posee toda la información que entra y sale de ella.[25]
- Sung Joon como Chae-jun, primo de Hwa-ri, del que ha estado enamorada mucho tiempo, pero que la rechaza fríamente.[26]

### Apariciones especiales
- Park Ha-sun.

## Producción
The Scandal of Chunhwa es una coproducción de Beyond J y SLL. Está dirigida por Lee Kwang-young, conocida por las series No, Thank You (2020-21) y Llámalo amor (2023); la guionista es Seo Eun-jung. La obra nació de un hecho casual: el director ejecutivo de Beyond J, Jeong A-reum, encontró un viejo libro de literatura erótica en un comercio de libros usados y sintió curiosidad por quién pudo haber escrito obras de esta naturaleza en una época en la que hombres y mujeres vivían separados. Posteriormente, la directora Lee y la guionista Seo decidieron la dirección de la obra y planearon que reflejara no solo la historia de amor sino también la perspectiva femenina. Acerca del proceso de creación de su personaje, Seo ideó una mujer curiosa, tal vez imprudente e inmadura, pero conmovedora por cómo quiere cambiar un mundo y unas reglas que eran muy diferentes de las actuales: «era una época en la que incluso las princesas de noble cuna no podían hacer nada, por lo que debieron haber podido imaginar con más libertad que cualquier otra persona en los libros de cuentos».
El proyecto inicial era emitir la serie en 2024, pero se retrasó a febrero de 2025. Está concebida como una producción dirigida a mayores de 19 años, siguiendo una praxis de TVING que ha visto ya dos dramas de época seguidos con esta calificación: La reina Woo, emitida en septiembre de 2024, y The Queen Who Crowns, emitida entre enero y febrero de 2025, en este caso con una versión apta para mayores de 15 años retransmitida simultáneamente en el canal tvN. La programación de obras para adultos dio origen a algunas polémicas en su país, porque las escenas de desnudo podían constituir un daño de imagen o causar problemas de otras clases para los actores y actrices implicados.
La banda sonora original de la serie se estaba terminando de grabar en julio de 2024.

### Reparto
El 2 de junio de 2023 TVING comunicó que Go Ah-sung y Jang Ryul habían sido elegidos para protagonizar la serie. Sin embargo, en el mes de septiembre la actriz se fracturó el hueso sacro y tuvo que abandonar el proyecto, dado que necesitaría doce semanas para recuperarse. Fue sustituida entonces por Go Ara, para la cual era su primer drama histórico a pesar de su ya larga trayectoria artística, y también su primera serie web. La directora Lee justificó la elección de Go Ara de este modo: «Hwa-ri es un personaje que ha recibido mucho amor y ha crecido toda su vida, así que pensé que sería bueno encontrar una actriz que pudiera transmitir ese tipo de sentimiento, y Go A-ra era cercano a Hwa-ri en ese sentido». Por su parte, la actriz declaró que había aceptado el papel porque consideró atractivo poder reflejar la trayectoria de su personaje desde que era niña hasta la edad madura. Se produjo otro cambio de actriz en el papel de la princesa heredera In-jeong: en junio de 2023 aparecía atribuido por medios periodísticos a Lee Seol, pero ya en agosto había sido sustituida por Lim Hwa-young.
El 8 de agosto de 2023 se anunciaron los nombres de los once actores principales de la serie, incluyendo aún a Go Ah-sung.

### Promoción
El 7 de enero de 2025 la casa productora lanzó un cartel de avance de la serie donde aparece la pareja formada por Hwa-ri y Choi Hwan. El 21 de enero TVING publicó algunos fotogramas de la serie de los dos mismos personajes. Dos días después TVING lanzó el avance y el cartel principales, este último con los tres protagonistas. El 28 acudió el trío protagonista al programa de radio Park Ha-sun's Cinetown, de SBS PowerFM. El 31 de enero la agencia King Kong by Starship publicó varias imágenes tomadas durante la sesión fotográfica para el cartel de Go Ara. Ese mismo día la revista Cosmpolitan publicó en su número de febrero algunas fotografías de la actriz con Jang Ryul acompañadas de una entrevista.